# Walenty Kuczyński
Walenty Kuczyński herbu Ślepowron – wicemarszałek Trybunału Głównego Koronnego w 1688 roku, podsędek drohicki w latach 1682–1690, łowczy drohicki w latach 1661–1680, podstarości i sędzia grodzki drohicki w 1674 roku.
Poseł sejmiku drohickiego ziemi drohickiej na sejm jesienny 1666 roku. Był członkiem konfederacji generalnej zawiązanej 15 stycznia 1674 roku na sejmie konwokacyjnym. W 1674 roku był elektorem Jana III Sobieskiego z województwa podlaskiego.